# Cornelis van Dalen
Cornelis van Dalen, född 1602, död 1665, var en nederländsk kopparstickare.
Dalen härstammade från Antwerpen men var mestadels verksam i Amsterdam, en tid i England. Dalen utförde välgjorda kopparstick efter venetianska och flamländska målares tavlor samt illustrationer till böcker. Inom samma område verkade även hans son Cornelis van Dalen d.y. (född 1638, död före fadern).